# جورجيا إلينوود
جورجيا إلينوود هي لاعبة ألعاب قوى كندية متخصصة في مسابقات الفعاليات الرياضية المركبة.

## روابط خارجية
- جورجيا إلينوود على موقع الاتحاد الدولي لألعاب القوى (الإنجليزية)
- جورجيا إلينوود على موقع الاتحاد الكندي لألعاب القوى (الإنجليزية)
- جورجيا إلينوود على موقع TFRRS.org (الإنجليزية)
- جورجيا إلينوود على موقع اللجنة الأولمبية الدولية (الإنجليزية)
- جورجيا إلينوود على موقع أوليمبيديا (الإنجليزية)
- جورجيا إلينوود على موقع اللجنة الأولمبية الكندية (الإنجليزية)